# Fritz Lovén
Lars Fredrik (Fritz) Lovén, född den 24 december 1844 i Stockholm, död den 25 januari 1939 i Linköping, var en svensk militär. Han var son till Lars Johan Lovén och far till Fredrik Lovén.
Lovén blev underlöjtnant vid Upplands regemente 1864, löjtnant i armén och generalstabsofficer 1869, löjtnant vid regementet 1870 och vid Generalstaben 1873 samt kapten vid Generalstaben 1877 och i regementet 1880. Han var stabschef vid Första militärdistriktet 1882–1889, blev major 1885 och överstelöjtnant vid Södra skånska infanteriregementet 1889. Lovén var överste och chef för Andra livgrenadjärregementet 1892–1905. Han blev ledamot i direktionen över Göta kanalverk 1904, generalmajor i armén 1905 och i generalitetets reserv samma år. Lovén blev riddare av Svärdsorden 1885, kommendör av andra klassen av samma orden 1895 och kommendör av första klassen 1900. Han vilar på Gamla griftegården i Linköping.